# Also sprach Zarathustra (Strauss)

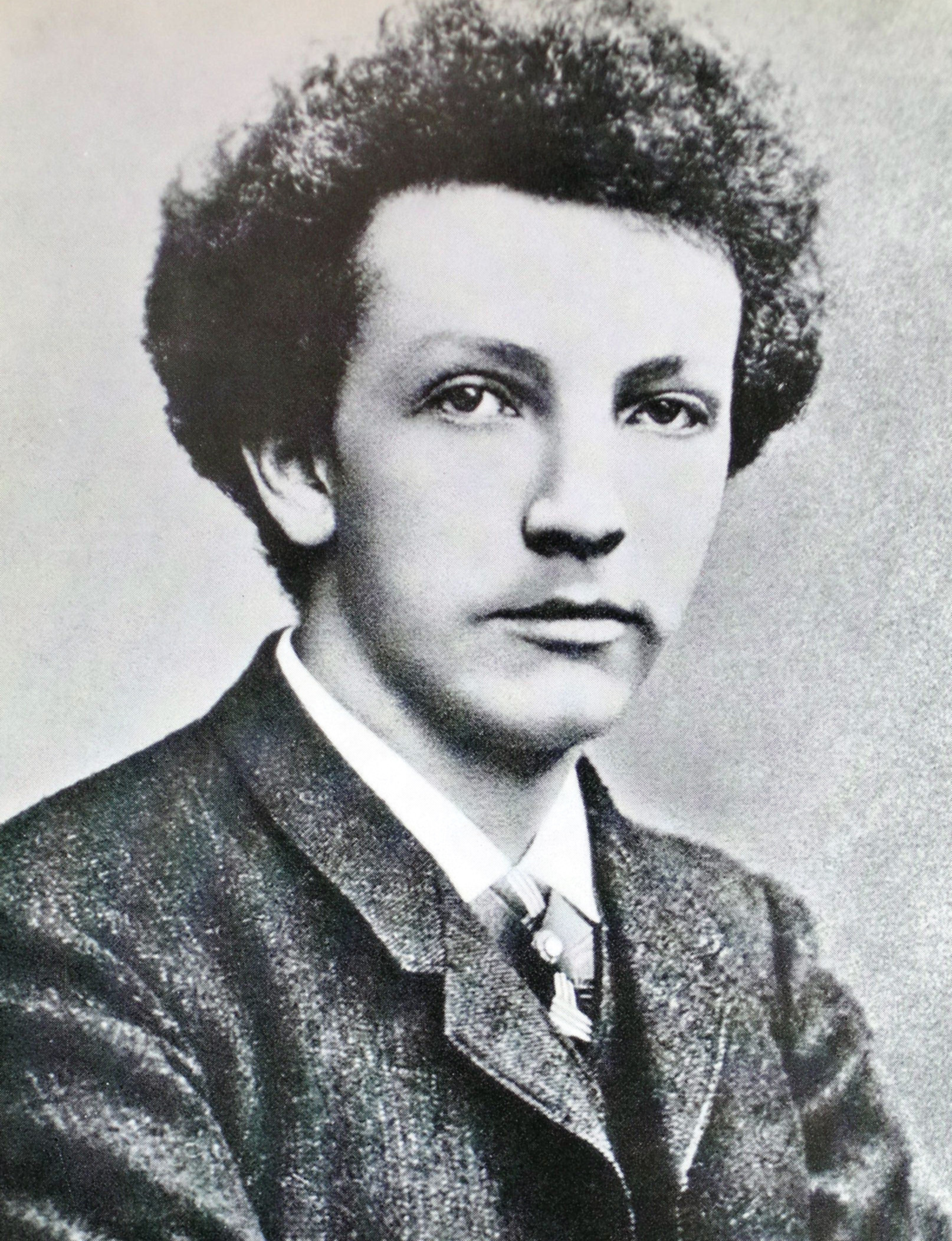
Richard Strauss in zijn jonge jaren

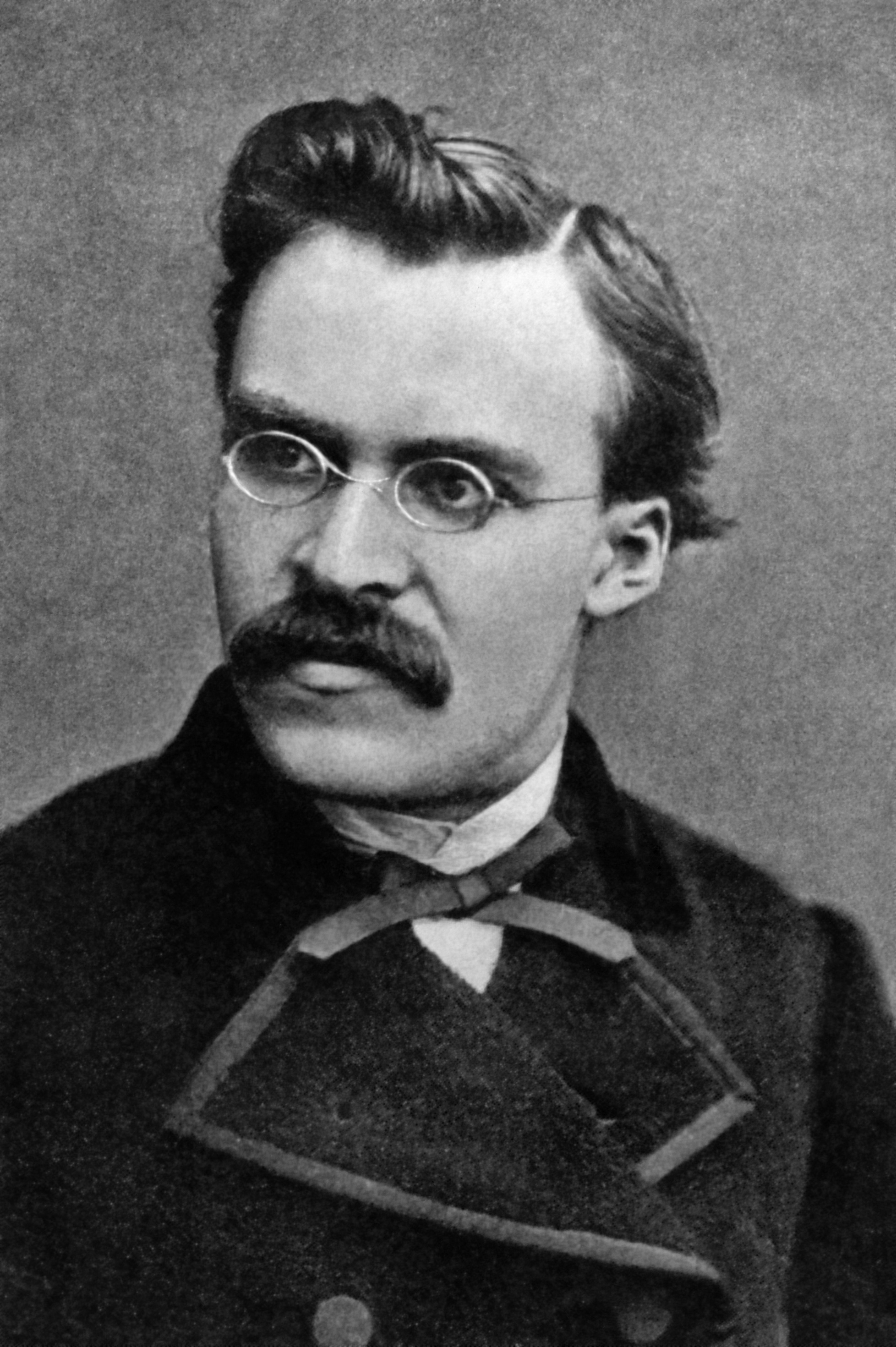
Friedrich Nietzsche omstreeks 1875

Also sprach Zarathustra, Op. 30, is een symfonisch gedicht uit 1896 van de Duitse componist Richard Strauss, geïnspireerd door de filosofische roman Also sprach Zarathustra uit 1883–85 van Friedrich Nietzsche. Het eerste deel is sinds 1968 beroemd door het gebruik in de film 2001: A Space Odyssey, alsmede door de bewerking van Deodato uit 1973 die in 1979 werd gebruikt in de film Being There met Peter Sellers.
De première vond plaats onder leiding van de componist op 27 november 1896 in Frankfurt. De oorspronkelijke ondertitel Symphonischer Optimismus in Fin de Siècle-Form, dem 20. Jahrhundert gewidmet (Symfonisch optimisme in fin-de-sièclevorm, opgedragen aan de 20e eeuw), een poging om het diepgewortelde pessimisme van Nietzsche te herzien, veranderde hij later in Tondichtung, frei nach Friedr. Nietzsche (Toongedicht, vrij naar Friedr. Nietzsche). Omdat hij gemengde reacties kreeg op een zelfgeschreven begeleidende tekst, publiceerde hij een citaat uit de proloog van het boek bij de bladmuziek.

## Structuur
In een brief aan zijn vriend Heinrich Köselitz schreef Nietzsche, die zelf ook componist was, in april 1883: "Unter welche Rubrik gehört eigentlich dieser Zarathustra? Ich glaube beinahe, unter die Symphonien". (In welke categorie hoort deze Zarathustra eigenlijk thuis? Ik geloof haast, in de symfonieën.) De narratieve ontwikkeling in het boek zou zich meer lenen voor een vertelling in patronen zonder woorden. Eenzelfde idee moet Strauss geïnspireerd hebben om de woorden van de gefictionaliseerde profeet Zarathustra naar muziek te vertalen. Ook Mahler experimenteerde met de tekst.
Een uitvoering duurt ongeveer 33 minuten. Inclusief de inleiding bestaat het geheel uit negen delen, die niet door rustpauzes worden onderbroken. De vernoeming van de delen naar hoofdstukken uit het boek vormt de enige aanwijzing van hun programmatische context:
1. Einleitung, oder Sonnenaufgang: Inleiding, of zonsopkomst
2. Von den Hinterweltlern: Over de achterwereldfiguren
3. Von der großen Sehnsucht: Over het grote verlangen
4. Von den Freuden und Leidenschaften: Over vreugde en hartstochten
5. Das Grablied: Het requiem
6. Von der Wissenschaft: Over de wetenschap
7. Der Genesende: De herstellende
8. Das Tanzlied: Het danslied
9. Nachtwandlerlied: Lied van de dolende nachtwaker

In het muzikale programma spreekt het C-akkoord voor de natuur en het universum, en klinkt B als het akkoord van de mensheid. Deze twee toonkleuren wisselen elkaar in majeur en mineur af zonder tot een vergelijk te komen. De drie openingsnoten C-G-C, gespeeld door een fanfare van koperblazers op een ondertoon door de bassen, vormen het motief van de dageraad in intervallen van een kwint en een octaaf. Het akkoord wordt voltooid met een grote terts op E, die echter meteen tot een kleine terts terugvalt naar een es, de eerste noot die geen deel uitmaakt van de natuurlijke boventoonserie. Het stuk besluit met een B majeur in de blazerssectie, terwijl de bassen een Cis spelen. Noch de mens, noch de übermensch is het gegeven het raadsel te doorgronden.
In de delen Von den Hinterweltlern en Von der großen Sehnsucht wordt gerefereerd aan de traditionele Latijnse geloofsbelijdenis uit de rooms-katholieke mis het Symbolum Nicenum of Credo, door het aanhalen van de eerste melodieregel van een van de bekendste versies van het Gregoriaanse Symbolum Nicenum op de tekst 'Credo in unum Deo' (ik geloof in één God). Strauss suggereert hiermee impliciet een monotheïstische Christelijke interpretatie van het godsbegrip waar Nietzsches Zarathustra expliciet afgeeft op "de goden".

### Sonnenaufgang
Stanley Kubrick gebruikte het inleidende thema in 1968 in zijn film 2001: A Space Odyssey als begeleiding bij beelden van een buitenaardse zonsopgang, terwijl de aarde zelf opkomt vanachter de maan. Deze scène maakte de muziek wereldberoemd. De drie hemellichamen en de drie tonen symboliseren de drievuldigheid van Es, Ich en Übermensch die een hoofdthema zijn bij zowel Nietzsche als Kubrick.
De melodie werd gebruikt door de Britse hardrockband Deep Purple als introductie voor een liveversie van het nummer River Deep - Mountain High tijdens The Book of Taliesyn Tour in 1968, een half jaar na het uitkomen van Kubricks film. In de jaren 1970 gebruikte Elvis Presley het stuk als openingsmuziek voor zijn concerten. Het publiek hoorde Strauss terwijl Elvis het podium betrad. In 1991 gebruikte de Belgische dancegroep T99 het nummer als intro voor de single Nocturne.
De Braziliaanze popartiest Deodato maakte in 1972 een succesvolle jazzrockversie, verschenen op zijn album Prelude en als single Also sprach Zarathustra. Het lied bezorgde hem het volgende jaar de Grammy Award voor Best Pop Instrumental Performance. In 1979 gebruikte Peter Sellers het in zijn film Being There.
In 2005 werd de melodie gebruikt in de film Charlie and the Chocolate Factory op het moment dat in de tv-kamer een chocoladereep per televisie wordt verzonden. Op de televisie zijn hierbij beelden uit 2001: A Space Odyssey te zien.

## Opnamen
Sinds de eerste uitvoering is het stuk gaan behoren tot het standaardrepertoire van klassieke orkesten. Voor 1968 behoorde het echter nog niet tot Strauss' meest gespeelde symfonische gedichten.
In 1944 dirigeerde Strauss de Wiener Philharmoniker voor een experimentele hifi-opname van het stuk op een Duitse Magnetophonbandrecorder. Zijn vriend en collega Fritz Reiner leidde in maart 1954 de eerste opname in stereo, met het Chicago Symphony Orchestra. De uitvoering die in 2001: A Space Odyssey is te horen, werd in 1959 opgenomen door de Wiener Philharmoniker onder leiding van Herbert Karajan. Von Karajan zou het stuk in 1973 nog eens opnemen, ditmaal met de Berliner Philharmoniker. Dit werd een bekroonde opname. Daarnaast zijn er zeker nog tientallen andere opnames van het werk.
De bewerking door Deodato werd in 1973 een grote hit in Nederland.

## Bezetting
| - Houtblazers: - 1 piccolo - 3 dwarsfluiten - 3 hobo's - 1 althobo - 1 klarinet in Es - 2 klarinetten in A/Bes - 1 basklarinet in Bes - 3 fagotten - 1 contrafagot - Koperblazers: - 6 hoorns in F - 4 trompetten in C - 3 trombones - 2 tuba's | - Slaginstrumenten: - Pauken - Grote trom - Bekken - Triangel - Lyra - Klokkenspel - Snaarinstrumenten: - 2 harpen - 16 eerste violen - 16 tweede violen - 12 altviolen - 12 cello's - 8 contrabassen - Orgel |